# 艾氏下口鯰
艾氏下口鯰，為輻鰭魚綱鯰形目甲鯰科的其中一種，為溫帶淡水魚，分布於南美洲烏拉圭河中上游流域，體長可達24.6公分，棲息在底層水域，生活習性不明。

## 扩展阅读
維基物種上的相關：艾氏下口鯰